# Affaire Natalee Holloway
L'affaire Natalee Holloway est une affaire criminelle ayant commencé le 30 mai 2005 avec la disparition de Natalee Ann Holloway, jeune femme alors âgée de 18 ans, lors d'un voyage scolaire à Aruba, une île de la mer des Caraïbes faisant partie des petites Antilles.
Natalee Holloway (née le 21 octobre 1986 - présumée morte le 30 mai 2005) devait embarquer sur le vol retour mais ne s'est jamais présentée à l'aéroport. Elle a été vue pour la dernière fois par ses camarades de classe à l'extérieur d'une boîte de nuit, en compagnie de trois habitants de l'île, Joran van der Sloot (en) et les frères Kalpoe, Deepak et Satish. Les trois principaux suspects ont été arrêtés à plusieurs reprises, mais relâchés faute de preuves,.
L'affaire a connu de nombreux rebondissements. Une première fois en 2007, lorsque Joran van der Sloot révèle en vidéo que la jeune femme est bien morte le 30 mai 2005. Une seconde fois en 2010, lorsque le principal accusé est reconnu coupable du meurtre de Stephany Tatiana Flores Ramírez au Pérou.
La disparition de Natalee Holloway a eu un très gros effet médiatique aux États-Unis. La famille Holloway a vivement critiqué les enquêteurs d'Aruba, pour le manque d'avancée dans leurs recherches. Elle a aussi appelé à un boycott de l'île, pour lequel elle a reçu le soutien du gouverneur d'Alabama, Bob Riley.
Le 12 janvier 2012, Natalee Ann Holloway est officiellement déclarée morte.
Le 18 octobre 2023, Joran van der Sloot avoue le meurtre de Natalee Holloway.

## Contexte familial

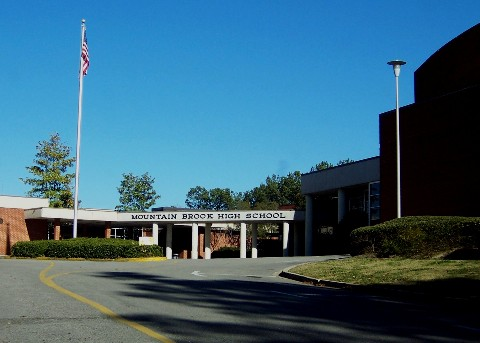
Natalee Holloway est diplômée du juste avant son voyage à Aruba.

Natalee Ann Holloway est l'ainée d'une fratrie de deux enfants, fille de David Edward et Elizabeth Ann Reynolds « Beth » Holloway et née à Clinton dans le Mississippi. Après le divorce de ses parents en 1993, elle est élevée par sa mère, en compagnie de son jeune frère Matthew. En 2000, Elizabeth Holloway épouse George Twitty, un homme d'affaires d'Alabama. La famille déménage alors pour Mountain Brook en Alabama.
Natalee est diplômée du lycée de Moutain Brook le 24 mai 2005 et devait rentrer à l'université d'Alabama pour suivre des études de médecine.

## La disparition

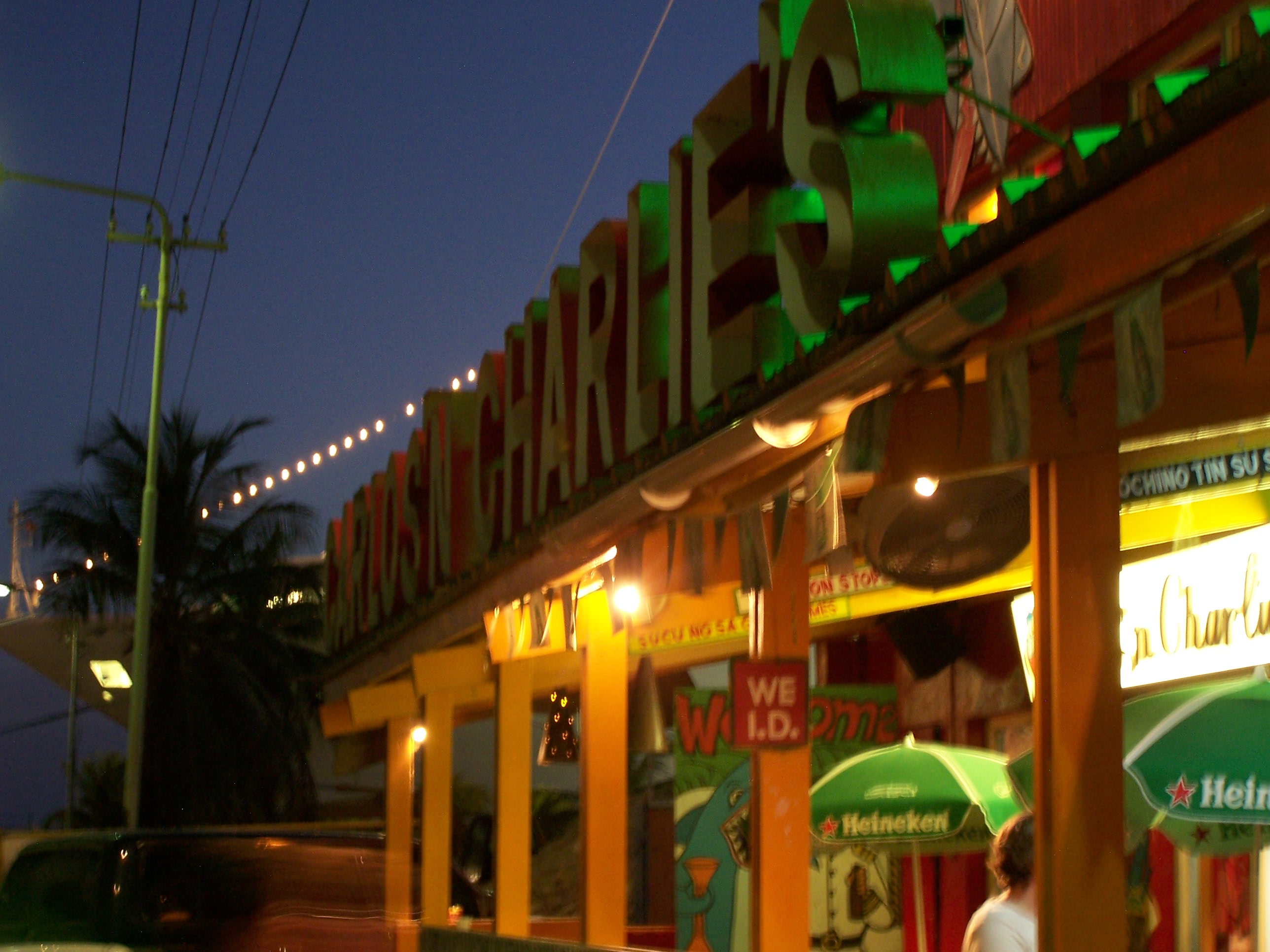
Carlos'n Charlie's restaurant in Oranjestad, Aruba

Le 26 mai 2005, Natalee et 124 autres élèves diplômés de son lycée arrivent à Aruba pour un voyage de 5 jours,. Sept accompagnateurs vérifiaient chaque jour que tout allait bien,. Cependant, Jodi Bearman, l'organisateur du voyage a reconnu que les accompagnateurs ne surveillaient pas les moindres faits et gestes des étudiants,. Le commissaire de police Gerold Dompig, qui était chargé de l'enquête jusqu'à 2006, a déclaré que « les étudiants faisaient beaucoup la fête, buvaient beaucoup et s'échangeaient leurs chambres toutes les nuits. » Il ajouta également : « Nous savons que Natalee Holloway buvait tous les jours, dès le matin, des cocktails, au point de ne pas se présenter à deux reprises au petit-déjeuner ». Deux des camarades de Natalee, Liz Cain et Claire Fierman, ont reconnu qu'ils avaient abusé de l'alcool.
Natalee Holloway a été vue pour la dernière fois par ses camarades de classe quittant la boîte de nuit Carlos'n Charlie's vers 1 h 30 du matin, le lundi 30 mai. Elle est montée dans une voiture en compagnie de Joran van der Sloot,, un étudiant hollandais de 17 ans et de ses deux amis surinamiens, Deepak Kalpoe, 21 ans, et Satish Kalpoe, 18 ans. Natalee devait prendre l'avion le lundi même, mais ne s'est jamais présentée à l'aéroport. Ses bagages, rangés et emballés ainsi que son passeport ont été retrouvés dans sa chambre,.
Avec l'aide de 700 volontaires, les autorités d'Aruba ont mené d’importantes recherches pour retrouver Natalee Holloway. Des agents du FBI, 50 soldats néerlandais et trois F-16 spécialement équipés de l'Armée de l'air royale néerlandaise ont été déployés. En plus des recherches terrestres, un examen des fonds océaniques a été mis en œuvre pour retrouver le corps de Natalee. Ce dernier n'a jamais été retrouvé.

## L'enquête

### 2005: Les débuts d'une enquête difficile

#### Les premières investigations
Le 30 mai 2005, immédiatement après que Natalee a manqué son avion, George et Elizabeth Twitty s'envolent avec des amis vers Aruba. Ils se présentent dès leur arrivée aux forces de police avec le nom et l'adresse de Joran Van der Sloot, la personne qui a quitté la boîte de nuit avec Natalee. Elizabeth a déclaré que le nom du Néerlandais lui avait été donné par le gérant de la boîte de nuit, qui l'avait reconnu sur les bandes vidéo. Les Twitty, leurs amis et deux policiers se sont rendus chez les Van der Sloot pour chercher leur fille le soir même. Dans un premier temps, Joran van der Sloot va nier connaître le nom de Natalee. Il finit par raconter que lui et les frères Kalpoe ont conduit Natalee Holloway au phare, car la jeune femme souhaitait voir les requins, avant de la raccompagner à l'hôtel vers 2 heures du matin. Selon Van der Sloot, Holloway est tombée lorsqu'elle est descendue de la voiture, mais a refusé l'aide des trois garçons. Il déclare également qu'un homme en costume noir, comme ceux des gardiens d'hôtel est venu vers elle. Deepak Kalpoe confirme immédiatement ces déclarations.

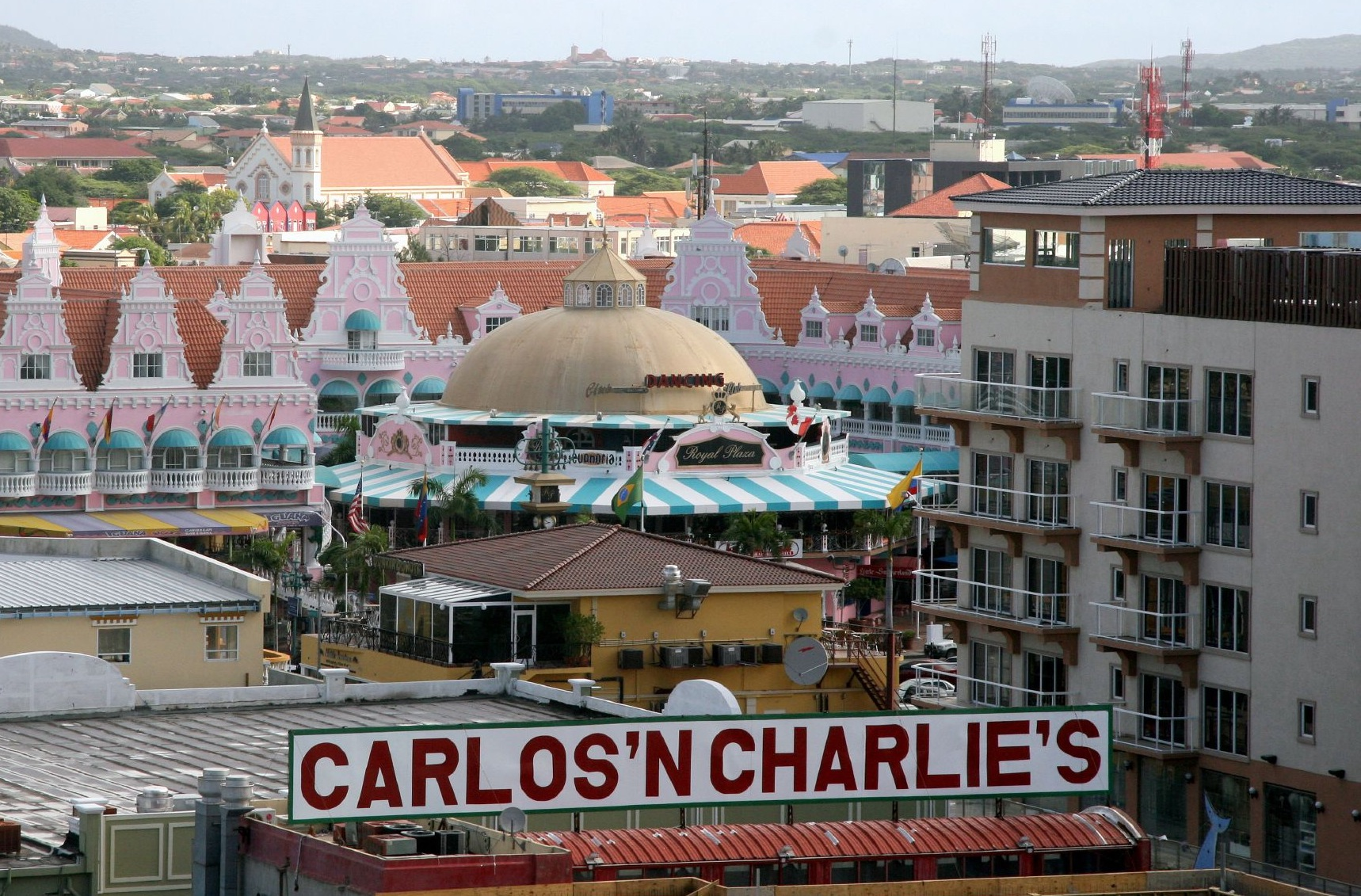
L'ancien Carlos'n Charlie's à Oranjestad où Natalee Ann Holloway a été vue pour la dernière fois.

Les recherches ont commencé quelques heures après l'annonce de la disparition. Des centaines de volontaires d'Aruba et des États-Unis se sont joints aux parents. Le gouvernement d'Aruba a apporté lui-même son soutien en donnant à des milliers de civils le droit de quitter leur travail pour se joindre aux recherches. Une cinquantaine de militaires hollandais ont examiné le littoral. Les banques locales ont elles levé près de 20 000 dollars de fonds pour soutenir les recherches. De son côté, Elizabeth Twitty a d'abord logé dans l'ancienne chambre de sa fille, puis s'installera ensuite dans la suite présidentielle de l'Hôtel Wyndham.
Les rapports indiquent que Natalee Holloway n'est pas apparue sur les caméras de surveillance de l'hôtel durant la nuit. Cependant, Elizabeth Twitty s'est interrogée sur le fonctionnement des caméras du Holiday Inn cette nuit-là, avec des déclarations très divergentes. Le 19 avril 2006, elle affirme qu'elles ne fonctionnaient pas, mais déclare quelque temps après qu'elles fonctionnaient bien. Quoi qu'il en soit, selon le rapport du commissaire de police, Jan van der Straten, initialement à la tête des investigations, Natalee ne serait pas passée par l'accueil pour retourner à sa chambre.
Les recherches de preuves amènent à beaucoup de fausses pistes. Un prélèvement de sang a par exemple été effectué dans la voiture de Deepak Kalpoe, sans résultat. Le gouvernement américain s'est lui beaucoup impliqué dans les recherches, dès les premiers jours de l'enquête. Un contact permanent est maintenu avec les autorités d'Aruba. Un officiel du département d'État a également indiqué que « des ressources substantielles sont apportées au gouvernement d'Aruba. »

#### Début des arrestations
Le 5 juin, la police d'Aruba interpelle Nick John et Abraham Jones, deux anciens agents de sécurité de l'hôtel Allegro, l'établissement voisin qui était fermé pour rénovation, pour suspicion de kidnapping et de meurtre. La véritable raison de leur arrestation n'a jamais été dévoilée. Cependant, les récentes dépositions de Van der Sloot et des frères Kalpoe en seraient la cause. Les rapports indiquent que les deux anciens agents de sécurité étaient connus pour parcourir un à un les hôtels et récupérer des jeunes femmes, et au moins l'un des deux avait déjà eu des soucis avec la justice. Ils sont finalement libérés le 13 juin sans poursuites.

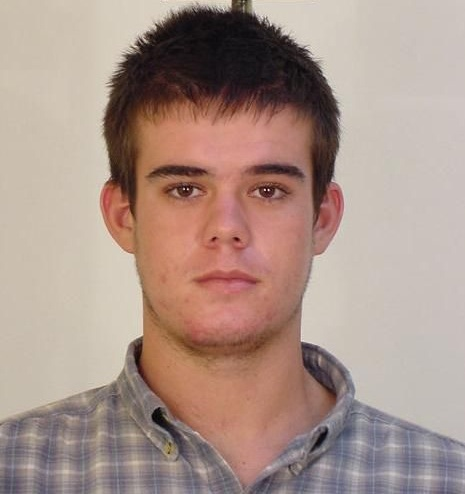
La photographie de Joran van der Sloot prise par la police en 2005.

Le 9 juin, Van der Sloot et les frères Kalpoe sont eux aussi placés en détention provisoire pour suspicion de kidnapping et de meurtre. Comme le confesse Gerold Dumpig, l'ancien chef de la police locale, les trois hommes ont toujours été considérés comme les suspects numéros un. Il déclare avoir commencé à les faire surveiller seulement trois jours après la disparition de Natalee Halloway, incluant des écoutes téléphoniques et même du contrôle de leur courrier électronique. Dumpig indique qu'il a fait cesser la surveillance des suspects prématurément pour les placer en détention sous la pression de la famille Holloway.
Pendant que les investigations continuent, le 11 juin, David Cruz, porte parole du Ministre de la justice d'Aruba, annonce que Natalee Holloway est décédée et que les autorités savent où se trouve son corps. Il se rétractera quelque temps après, affirmant être victime d'une large vague de désinformation.
Le 17 juin, une quatrième personne, Steve Gregory Croes, un disc jockey est aussi arrêté. Van der Straten avouera aux médias que l'arrestation de Croes faisait suite à des informations données par les trois principaux prévenus. Quelques jours plus tard, le 22 juin, la police d'Aruba interpelle et arrête le père de Joran Van der Sloot, Paulus pour un interrogatoire. Il est relâché en compagnie de Croes le 26 juin.
Durant leur période de détention, les prévenus changent régulièrement de version. Ils indiquent tous les trois que Van der Sloot et Holloway ont été déposés sur la plage de l'hôtel Marriott. Van der Sloot déclare lui n'avoir jamais touché la jeune femme mais reconnaît l'avoir bien laissé seule sur la plage. L'avocat de Satish Kalpoe, David Kock, déclare que Van der Sloot a appelé Deepak Kalpoe pour lui dire qu'il rentrait chez lui, et lui a envoyé un message 40 minutes après.
À plusieurs reprises durant les interrogatoires, Joran Van der Sloot évoque une troisième version, dans laquelle, les frères Kalpoe l'ont déposé chez lui avant de ramener Natalee Holloway. Mais Dompig avoue ne jamais y avoir cru. Il déclare :

« Cette dernière version est venue lorsque les frères Kalpoe ont pointé du doigt Van der Sloot. Il a donc voulu à son tour incriminer les deux frères. Mais l'histoire ne tenait pas la route. Les Kalpoe avaient d'ailleurs de bons arguments. Cette fille venait de l'Alabama, elle n'avait aucune raison de rester dans la voiture de jeunes hommes noirs. Nous avons cru la deuxième version dans laquelle ils ont bien été déposés au Marriott. »

Le 4 juillet, après avoir été entendus par le juge, les deux frères Kalpoe ont été relâchés, mais Joran van der Sloot a été maintenu en détention six jours supplémentaires.

### 2005 et 2006: poursuite des recherches et nouvelles arrestations des trois principaux suspects

#### Les fouilles pour retrouver le corps

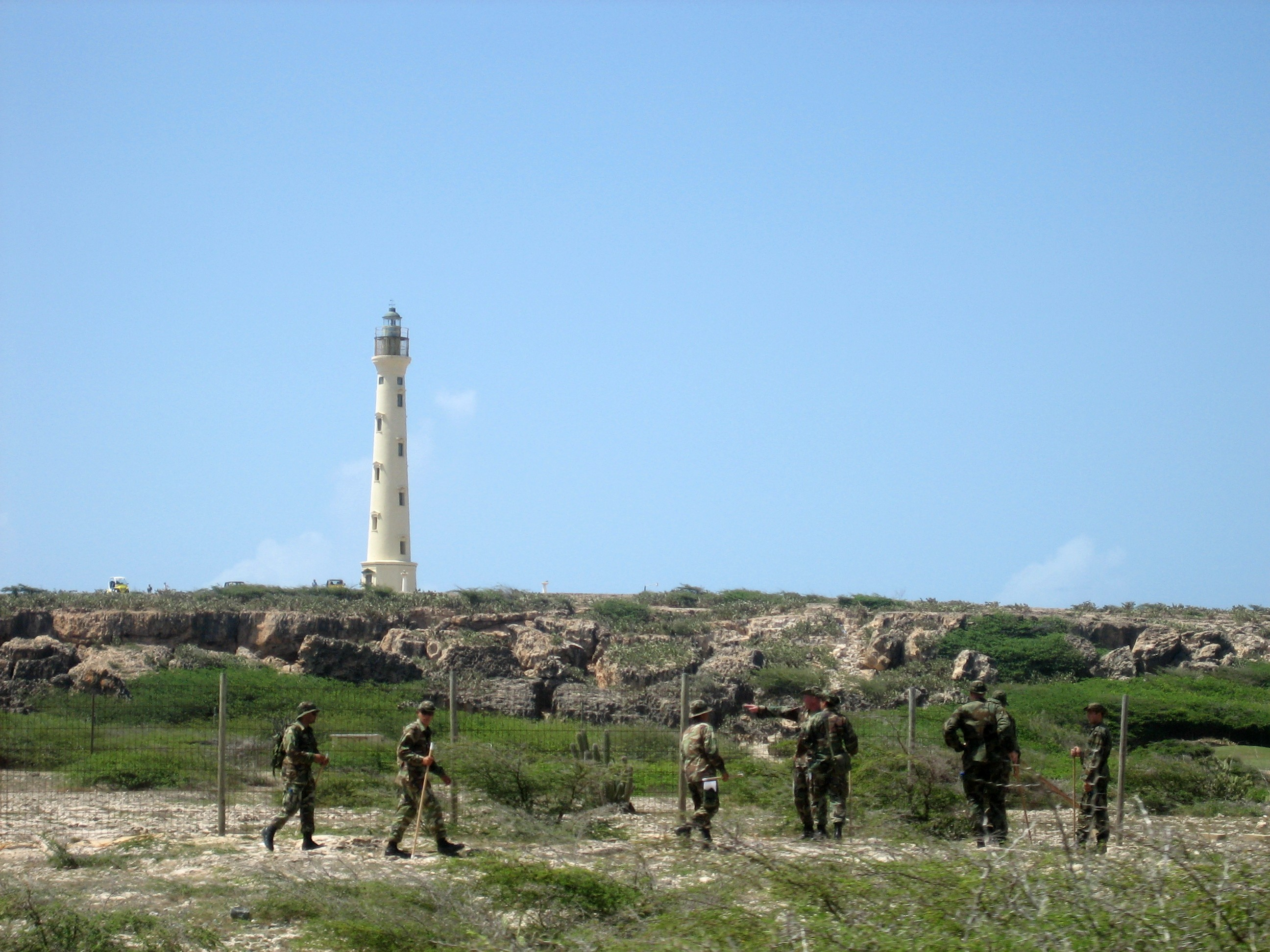
L'armée néerlandaise cherche des traces du corps de Natalee Holloway près du phare.

Le 4 juillet, l'armée de l'air des Pays-Bas déploie trois avions F-16 équipés de capteurs à infrarouges pour aider les recherches, sans résultats. En mars 2006, il est rapporté que les photos satellites étaient comparées avec des photographies prises plus récemment pour tenter de déceler d'éventuels changements qui pourraient correspondre à la tombe de la jeune femme.
Un petit étang près de l'hôtel Marriott est en partie vidé entre le 27 et le 30 juillet 2005 après les déclarations d'un individu. Selon Jug Twitty, ce jardinier déclare avoir vu Joran van der Sloot, essayant de cacher son visage, en voiture avec les frères Kalpoes près de cet étang dans la nuit du 30 mai, entre 2 h 30 et 3 h du matin. Un autre individu, un jogger, déclare avoir vu des hommes enterrer une femme aux cheveux blonds dans une décharge pendant l'après-midi du 30 mai. La police avait pourtant déjà fouillé cette décharge quelques jours après la disparition. Elle a donc de nouveau été fouillée à trois reprises après les déclarations du jogger, y compris par le FBI avec des chiens spécialisés, en vain.
Le 25 juillet 2005, la récompense pour le retour de Natalee passe de 200 000 $ à 1 000 000 $, avec en plus une récompense de 100 000 $ (250 000 $ en août) pour toutes informations menant à l'emplacement de son corps.
Les autorités d'Aruba ont fourni au FBI des documents tels que les interrogatoires des suspects et d'autres preuves. Un morceau de ruban adhésif a notamment été retrouvé avec des cheveux blonds collés. Mais après analyse dans un laboratoire néerlandais à Quantico, le FBI annonce que les cheveux ne correspondent pas à ceux de la disparue.

#### Les frères Kalpoe et Joran Van der Sloot au cœur de l'affaire
Les frères Kalpoe sont à nouveau arrêtés le 26 août avec Freddy Arambatzis, 21 ans, un nouveau suspect. L'avocat de ce dernier déclare qu'il est suspecté d'avoir pris des photos et d'avoir eu des contacts physiques avec une mineure, un incident qui s'est prétendument passé avant la disparition de Natalee Holloway et dans lequel les amis d'Arambatzis, Van der Sloot et les Kalpoe sont impliqués. La mère de Van der Sloot, Anita déclare que « c'est une tentative désespérée de faire parler et avouer les garçons, bien qu'il n'y ait rien à avouer. » Aucune explication n'a été faite pour justifier l'arrestation des frères Kalpoe. Dompig avouera plus tard que c'était une manière de faire pression sur les deux frères.
Le 3 septembre, les quatre détenus sont libérés, malgré les tentatives pour prolonger leur arrestation, à condition qu'ils restent disponibles aux autorités. Le 14 septembre, toutes leurs restrictions sont levées par la cour d'appel des Antilles néerlandaises et Aruba.
Dans les mois suivant sa libération, Joran van der Sloot donne plusieurs interviews, donnant sa propre version des événements, avec notamment, un long entretien pour Fox News, qui a été tourné durant trois nuits en mars 2006. Van der Sloot y indique notamment que Natalee Holloway a voulu avoir une relation sexuelle avec lui, mais ne l'a pas fait car il n'avait pas de préservatif. Il déclare alors qu'elle lui a demandé de rester sur la plage, mais que lui devait rentrer chez lui car il avait école le lendemain. Satish Kalpoe est alors venu le chercher vers 3 heures du matin, laissant la jeune femme seule sur la plage. En août 2005, David Kock, l'avocat de Satish Kalpoe déclare qu'il s'était endormi et n'est jamais retourné chercher Van der Sloot. Ce dernier avoue sa honte d'avoir laissé une femme seule sur la plage, bien qu'elle l'ait demandé d'elle-même selon lui.
En janvier 2006, le FBI et les autorités d'Aruba interrogent plusieurs camarades de Natalee Holloway aux États-Unis. Le 17 janvier, la police d'Aruba fouille les dunes sur la côte nord-ouest d'Aruba à la recherche du corps de la jeune femme, tout comme plusieurs zones près du Marriott. Des recherches supplémentaires ont eu lieu en mars et avril 2006, sans résultat.
Juste avant de laisser l'enquête, Dompig a donné une interview à Troy Roberts, correspondant chez CBS, qui fut diffusée le 25 mars 2006. Dans cet entretien, Dompig déclare qu'il croit maintenant que Holloway est probablement morte de l'alcool consommé et/ou de l'empoisonnement aux médicaments et n'a donc pas été assassinée. Selon lui, Aruba aurait dépensé près de 3 millions de dollars pour l'enquête, soit environ 40 % du budget opérationnel de la police. Par ailleurs, il indique qu'il y a des certitudes quant à la possession par Natalee Holloway de stupéfiants, mais pas de leur utilisation. La famille a toujours nié l'utilisation de drogue par la jeune femme.
Le 11 avril 2006, Dave Holloway publie un livre racontant la disparition de sa fille.

### 2006 et 2007: L'affaire peine à avancer

#### De nouveaux suspects
Le 15 avril 2006, Geoffrey von Cromvoirt est arrêté par les autorités d'Aruba. Il est suspecté d'être un revendeur de produits narcotiques, ce qui, selon le procureur, pourrait avoir un lien avec la disparition de la jeune fille. Sa détention est rapidement étendue à 8 jours. Cependant, le suspect est relâché le 25 avril 2006. Le même jour, un autre individu est arrêté, aussitôt relâché.
Le 17 mai 2006, Guido Wever, le fils d'un ancien politicien d'Aruba est arrêté en Hollande. Il est accusé de complicité dans l'affaire de la disparition et est interrogé durant 6 jours à Utrecht. Il est relâché à la suite d'un accord entre le procureur et son avocat.
À Aruba, les Pays-Bas sont invités à prendre part à l'enquête. Ainsi, en septembre 2006, une équipe de la police nationale commence à travailler sur l'affaire. Un an plus tard, une équipe combinant des hommes d'Aruba et des Pays-Bas est formée.

#### Livre, recherche et inspection
Un livre est publié par Joran Van der Sloot et la reporter Zvezdana Vukojevic aux Pays-Bas en avril 2007. Celui qui est considéré comme le principal suspect y livre sa version des faits de la nuit pendant laquelle la jeune femme a disparu, et l'engouement médiatique qui a suivi. Il y admet notamment ses premières contre-vérités tout en maintenant son innocence.
Le 27 avril, de nouvelles fouilles sont organisées par une vingtaine de chercheurs dans la résidence des Van der Sloot à Aruba. Les autorités néerlandaises ont fouillé la cour et ses environs, à l'aide de pelles et de barres métalliques. L'avocat de l'accusation, Van der Biezen déclare alors : « l'enquête n'a jamais cessé et les autorités néerlandaises ont retourné le dossier pour trouver de nouveaux indices ». Selon Paulus Van der Sloot, « rien de suspect n'a été trouvé », et l'ensemble des objets saisis a été rendu à la famille. Selon Jossy Mansour, rédacteur en chef du journal Diario de Aruba, les enquêteurs ont suivi les déclarations faites lors des premiers interrogatoires ainsi que des échanges de mails et des appels entre les frères Kalpoe et Joran Van der Sloot.
Le 12 mai 2007, la maison de la famille Kalpoe est l'objet d'une fouille. Les deux frères ont été détenus pendant une heure pour s'être opposés à l'entrée des policiers, mais ont été relâchés au départ des autorités. Selon Kock, les frères se sont opposés aux recherches parce que les policiers ne leur avaient pas présenté le mandat. Van der Biesen a indiqué que rien n'a été saisi durant la fouille, sans pour autant préciser le but des recherches. Cependant, une déclaration ultérieure du bureau du procureur d'Aruba indique que le but de la visite était d'avoir une meilleure vision de l'endroit où une infraction avait été commise.

#### Nouvelles arrestations et libérations
À la suite de ce qui a été décrit comme de nouvelles preuves, Joran van der Sloot et les frères Kalpoe ont été arrêtés de nouveau le 21 novembre 2007. Ils sont soupçonnés d'« homicide involontaire et de violences physiques graves ayant entrainé la mort de Natalee Holloway ». Van der Sloot est détenu par les autorités néerlandaises aux Pays-Bas, tandis que les deux frères sont détenus à Aruba. Le Néerlandais a par la suite été transféré à Aruba.
En novembre 2007, Dave Holloway annonce que de nouvelles recherches sont organisées pour retrouver sa fille. La mer est à nouveau sondée, mais plus en profondeur que lors des premières recherches, jusqu'à 100 mètres de plus. Les recherches sont abandonnées en raison d'un manque de fonds, à la fin du mois de février 2008. Aucun élément significatif n'a été trouvé.
Le 30 novembre 2007, un juge ordonne la libération de Satish et Deepak Kalpoe, malgré des tentatives de poursuivre leur détention. Les deux frères sont libérés le lendemain. L'accusation a fait appel de la libération des Kalpoe. Ce recours est rejeté le 5 décembre 2007 : « Malgré des investigations longues et coûteuses sur la disparition et sur les suspects, le dossier ne contient pas de preuves que Natalee Holloway est décédée des suites d'un crime violent ». Van der Sloot est libéré sans être inculpé le 7 décembre 2007, également en raison d'un manque de preuves. Le parquet a indiqué qu'il n'y aurait pas d'appel.
Le 18 décembre 2007, le procureur Hans Mos déclare l'affaire officiellement close, et qu'aucune accusation ne serait faite, sans davantage de preuves,. L'accusation indique alors que Joran van der Sloot et les frères Kalpoe ne cessent d'être au cœur de l'enquête (bien qu'ils ne soient plus officiellement suspects) et affirme que l'un des trois avait même avoué que Natalee Holloway était morte, dans une discussion en messagerie instantanée. Ces faits sont vivement contestés par l'avocat de Deepak Kalpoe pour qui la traduction du Papiamento au Néerlandais a été mal interprétée.

### 2008 à 2010: Van der Sloot au centre de l'affaire

#### 2008: Caméra cachée et aveux
Le 31 janvier 2008, le journaliste d'investigation néerlandais Peter R. de Vries déclare avoir résolu l'affaire Holloway. Il ajoute vouloir tout expliquer durant une émission de télévision le 3 février. L'avocat de la famille Holloway déclare à ABC News qu'il n'a que peu d'espoir que les preuves supposées allaient s'avérer cruciales.
Le 1er février, les médias néerlandais rapportent que Joran van der Sloot a fait des aveux sur la disparition de Natalee. Le même jour, Van der Sloot déclare qu'il a dit au reporter ce qu'il souhaitait entendre et qu'il n'avait joué aucun rôle dans la disparition de la jeune femme. Le bureau du procureur d'Aruba annonce la réouverture de l'enquête.

#### Les tentatives d'extorsions de fonds
Aux environs du 29 mars 2010, Joran van der Sloot prend contact avec l'avocat de la famille Holloway, John Q. Kelly. Il propose alors de leur révéler l'emplacement où est enterré le corps de Natalee et les circonstances dans lesquelles elle serait décédée, en échange de la somme de 250 000 dollars. Après en avoir averti le FBI, John Kelly et la famille Holloway réalisent la transaction,. Le 10 mai, Van der Sloot reçoit un virement de 15 000 $, en plus des 10 000 $ déjà donnés en espèces. Cette dernière opération a été filmée par les enquêteurs d'Aruba. Cependant, les enquêteurs déclarent que les informations fournies par Van der Sloot sont fausses. La maison sous laquelle serait situé le corps de Natalee n'avait pas encore été construite à l'époque des faits. Le 3 juin, Van der Sloot est inculpé par la Cour du district d'Alabama pour fraude et extorsion de fonds. Le procureur des États-Unis, Joyce Vance, obtient un mandat d'arrêt et le transmet à Interpol. Il sera inculpé le 30 juin.
Le 4 juin, à la demande du ministère de la justice des États-Unis, la police perquisitionne deux maisons aux Pays-Bas, l'une d'entre elles appartenant au journaliste Jaap Amesz qui avait déjà interviewé Van der Sloot auparavant. Par ailleurs, les enquêteurs se servent des informations recueillies durant l'affaire de l'extorsion de fonds pour lancer de nouvelles fouilles sur une plage, sans succès. Dave Holloway revient lui à Aruba le 14 juin pour continuer ses propres recherches.

#### Inculpation pour meurtre au Pérou de Van der Sloot
Le 30 mai 2010, cinq ans jour pour jour après la disparition de Natalee Holloway, Stephany Tatiana Flores Ramírez, une étudiante de 21 ans, est portée disparue à Lima au Pérou. Elle est retrouvée morte, trois jours plus tard dans une chambre d'hôtel enregistrée au nom de Van der Sloot. Ce dernier est arrêté le 3 juin au Chili avant d'être transféré au Pérou le jour suivant. Le 7 juin, les autorités péruviennes déclarent que Van der Sloot a avoué avoir tué la jeune femme après qu'elle a cherché et trouvé des informations le concernant le liant à l'affaire Holloway. Le chef de la police, Cesar Guardia, ajoute que Van der Sloot a affirmé aux autorités péruviennes qu'il savait où se trouvait le corps de Natalee Holloway et qu'il pouvait le leur indiquer,. Cependant, la police est limitée aux affaires nationales, et l'ensemble des questions qui concerne Natalee Holloway sont évitées. Le 11 juin, Van der Sloot est inculpé par la cour suprême de Lima d'assassinat (meurtre au premier degré dans la terminologie judiciaire américaine) et de vol. Le 15 juin, les autorités du Pérou et d'Aruba annoncent un accord de coopération permettant aux enquêteurs d'Aruba de venir interroger Van der Sloot à la prison de Miguel Castro Castro (es).
En septembre 2010, il reconnaît les différentes tentatives d'extorsion de fonds, ajoutant : « Je voulais faire payer la famille de Natalee, ses parents m'ayant rendu la vie difficile pendant 5 ans ». Il plaide coupable pour le meurtre de Ramírez le 11 janvier 2012 et est condamné à 28 ans de prison.
Le 12 novembre 2010, un os maxillaire est retrouvé par des touristes sur une plage d'Aruba, près de l'hôtel Phoenix. Le procureur d'Aruba, Peter Blanken déclare que des examens vont être réalisés par la police scientifique pour déterminer si l'os appartient à Natalee Holloway,. La police scientifique néerlandaise participe également aux tests. Le 23 novembre 2010, l'avocat général annonce que l'os maxillaire n'appartient pas à Natalee Holloway, et qu'il est impossible de savoir s'il appartient à un homme ou une femme.

### 2011 et 2012: déclaration d'absence et décès de Natalee
En juin 2011, Dave Holloway dépose une requête auprès des tribunaux d'Alabama pour que sa fille soit officiellement déclarée morte. Son ex-épouse indique vouloir s'opposer à cette requête. Une audience se tient le 23 septembre 2011 pour statuer du cas. Alan King, le juge, estime alors que la demande de Dave Holloway remplit toutes les conditions pour une présomption légale de décès. Le 12 janvier 2012, une seconde audience a lieu, durant laquelle le juge King déclare Natalee Holloway officiellement décédée.

## 2023: Résolution de l'affaire
Le mercredi 18 octobre 2023, Joran van der Sloot avoue le meurtre de Natalee Holloway lors d'une audience dans un tribunal de l'Alabama où il comparaît suite à sa tentative d'extorsion de la famille de la jeune fille.  
Il explique avoir fait des avances sexuelles à Natalee Holloway sur une plage de l'île, la nuit du  30 mai 2005. La jeune fille l'a repoussé en lui donnant un coup de genou à l'entrejambe pour se dégager. Joran van der Sloot lui a donné un coup de pied au visage avant de la frapper à plusieurs reprises avec un parpaing et de pousser le corps dans l'océan.  
Toutefois, le délais de prescription de 12 ans étant écoulé, il n'est théoriquement plus possible de le poursuivre pour ce meurtre,. 

## Adaptation cinématographique
Le 19 avril 2009, Lifetime Movie Network sort Natalee Holloway : La Détresse d'une mère, un téléfilm basé sur le livre de Beth Holloway, Living Natalee. Ce film met en scène Tracy Pollan dans le rôle de Beth Holloway-Twitty, Grant Show dans celui de George Twitty, Amy Gumenick dans celui de Natalee Holloway et Stephen Amell dans celui de Joran van der Sloot. Le film revient sur les événements de la nuit de la disparition de Natalee Holloway et de l'enquête qui s'est ensuivi. Il a été tourné en Afrique du Sud.
Deux ans après, Lifetime Movie Network sort le 9 mai 2011, la suite Natalee Holloway : Justice pour ma fille.
La série télévisée Saint X est vaguement inspirée de l'affaire.